# Panagiotis Petroulakis
Panagiotis Petroulakis (griechisch Παναγιώτης Πετρουλάκης, * 7. Oktober 2002) ist ein griechischer Leichtathlet, der im Mittel- und Langstreckenlauf an den Start geht.

## Sportliche Laufbahn
Erste internationale Erfahrungen sammelte Panagiotis Petroulakis im Jahr 2021, als er bei den U20-Balkan-Meisterschaften in Istanbul in 8:30,06 min die Silbermedaille im 3000-Meter-Lauf gewann. Anschließend schied er bei den U20-Europameisterschaften in Tallinn mit 8:43,83 min im Vorlauf aus. Im Jahr darauf belegte er bei den Balkan-Hallenmeisterschaften in Istanbul in 3:48,57 min den vierten Platz im 1500-Meter-Lauf und gelangte auch mit der griechischen 4-mal-400-Meter-Staffel mit 3:29,48 min auf Rang vier. Im Dezember wurde er bei den Crosslauf-Europameisterschaften in Turin nach 26:39 min 70. im U23-Rennen. 2024 belegte er bei den Balkan-Hallenmeisterschaften in Istanbul in 3:47,86 min den fünften Platz über 1500 Meter und im Jahr darauf belegte er bei den Balkan-Meisterschaften in Volos in 14:26,44 min den fünften Platz über 5000 Meter. 
2025 wurde Petroulakis griechischer Meister im 5000-Meter-Lauf. Zudem wurde er 2024 und 2025 Hallenmeister im über 1500 Meter sowie 2024 auch über 3000 Meter.

## Persönliche Bestleistungen
- 1500 Meter: 3:44,10 min, 28. Mai 2023 in Chania
  - 1500 Meter (Halle): 3:46,52 min, 17. Februar 2024 in Piräus
- 3000 Meter: 8:08,72 min, 18. Februar 2024 in Piräus
- 5000 Meter: 14:21,46 min, 28. April 2024 in Athen